# Comfortably Numb
Comfortably Numb (englisch für ‚Angenehm betäubt‘) ist ein Rocksong aus dem Konzeptalbum The Wall der britischen Band Pink Floyd, das 1979 veröffentlicht wurde. Es ist der sechste Titel auf der zweiten LP des Doppelalbums. Das Stück wurde regelmäßig bei Live-Auftritten der Band gespielt und als Single gemeinsam mit Hey You ausgekoppelt.
2004 belegte das Stück in der von der US-amerikanischen Musikzeitschrift Rolling Stone erstellten Liste der 500 besten Songs aller Zeiten den 314. Platz. Der Song wurde 1989 von den Lesern des Pink-Floyd-Fanmagazins The Amazing Pudding zum besten Musikstück der Band gewählt. Das zweite Gitarren-Solo wurde vom Magazin Guitar World auf Platz 4 der 100 besten Gitarrensoli gewählt.

## Allgemeines
Comfortably Numb ist der Titel auf The Wall, auf den Gitarrist David Gilmour den größten musikalischen Einfluss hatte. Die Akkorde und die Melodie des Refrains stammen von ihm. Der Text stammt hingegen vollständig von Roger Waters, ebenso wie die in Moll gehaltene Melodie der Strophe.

### Text und Musik
Der Text erzählt eine Schlüsselszene des Konzeptalbums, nämlich den Punkt, an dem der Rockmusiker Pink von seiner einsamen, aber wirklichkeitsverhafteten Existenz „hinter der Mauer“ in einen Wahn abrutscht, in dem er sich selbst als faschistischen Agitator sieht. Er kompensiert Selbsthass und Verzweiflung, indem er gegen Minderheiten hetzt.
In beiden von Waters gesungenen Strophen spricht der Arzt. Er ist, wie der Film erläutert, von Pinks Management herbeigerufen worden und versucht, den Künstler mit Hilfe von Medikamenten und Plattitüden (sinngemäß: „Das hier tut kaum weh“, „Dies wird dich wieder auf die Beine bringen“ usw.) für die Show bereit zu machen. Ob dem Arzt die Schwere von Pinks Problemen bewusst ist, wird nicht klar. Schon der einleitende Satz, den der Arzt an den psychisch abwesenden Pink richtet (sinngemäß: „Hallo, ist da jemand drin?“), kann sowohl als missglückter Versuch eines Scherzes als auch als zynischer Umgang mit Pinks Zustand verstanden werden.
Im Refrain (gesungen von Gilmour) spricht Pink selbst und berichtet, die Stimme des Mediziners sowie sonstige Wahrnehmungen kämen für ihn von ganz weit her, wie „Der ferne Rauch eines Schiffes am Horizont“: „Deine Lippen bewegen sich, aber ich kann nicht hören, was Du sagst“. Zudem berichtet er von Halluzinationen, die durchmischt sind von vagen Kindheitserinnerungen „Als ich ein Kind war, hatte ich Fieber; meine Hände fühlten sich an wie zwei Ballons. Jetzt habe ich wieder dieses Gefühl, ich kann es nicht erklären. Ihr würdet es nicht verstehen.“ Er schließt jede Erzählung mit der Aussage, er sei nun in diesem Zustand: „Angenehm taub“ (Comfortably numb).
Neben dem eindringlichen Text erklärt sich die Wirkung des Liedes vor allem durch zwei Gitarrensoli von David Gilmour: Während sich das erste Solo tonal an den von Pink „gesprochenen“ Refrains orientiert und eher melodisch-romantisch angelegt ist, ist das zweite Solo (gespielt über die Moll-Akkorde der „Arzt-Strophen“) düsterer und aggressiver.

### Umsetzung im FilmThe Wall
Rockmusiker Pink, die Hauptfigur des Konzeptalbums The Wall, ist, als der Song einsetzt, aufgrund Drogenmissbrauchs und psychischer Störungen nicht in der Lage, einen Konzertauftritt zu absolvieren. Um das kostspielige Konzert nicht absagen zu müssen, wird ein Arzt herbeigerufen, der Pink mit Aufputschmitteln für die Show bereit machen soll. Während Pink von seinen Halluzinationen berichtet und feststellt, er sei „angenehm taub“, interessiert sich der Arzt nur für die Verabreichung der Medikamente, die es seinem Patienten ermöglichen sollen, das Konzert zu geben. Nach der Injektion verschlechtert sich Pinks Zustand jedoch rapide, und er verfällt wahnhaften Drogenphantasien.
Während im Text des Liedes nur die Konversation zwischen Pink und dem Arzt dargestellt wird, illustriert der Film auch die Umstände der Situation und bringt Pinks Manager mit ein. Dieser akzeptiert das gesundheitliche Risiko, um das kostenintensive Konzert nicht absagen zu müssen.

### Entstehung
Gilmour hatte große Teile des Liedes, und zwar die Melodie des Refrains sowie den „Grundriss“ des ersten Gitarrensolos, bereits fertiggestellt, bevor die Arbeiten zu The Wall begannen. Ursprünglich für das Soloalbum David Gilmour geplant, wurde Comfortably Numb von Gilmour und Waters überarbeitet und in das Album The Wall eingefügt. Da beide Musiker unterschiedliche Ideen und Vorstellungen zu dem Song hatten, zog sich die Fertigstellung der Komposition, die unter dem Arbeitstitel The Doctor erarbeitet wurde, über längere Zeit hin. Waters setzte sich letztlich mit seinem Ansatz durch, das Lied – für die Verhältnisse von Pink Floyd – einfach zu instrumentieren und damit ein, mit Ausnahme des zweiten Solos, verhältnismäßig ruhiges und harmonisches Lied zu produzieren. Neben den vier Musikern der Band wird das Klangbild vor allem durch die von Michael Kamen arrangierten Streicher geprägt.
Der Text ist laut Waters teilweise autobiografisch: Er selbst sei während der Tournee von 1977 mehrmals dazu bewegt worden, Konzerte zu spielen, obwohl er eigentlich nicht in der Verfassung dazu war. Der Druck der Öffentlichkeit und die enormen Kosten, die ein Liveauftritt verursacht, hätten ihn in die Situation gebracht, sich von zweifelhaften Ärzten schnell wirkende Mittel verabreichen zu lassen, um eine Show durchzustehen. 2003 gelangte eine frühe Demoversion des Albums The Wall ins Internet, auf dem verschiedene Stücke noch nicht in endgültiger Fassung vorhanden sind. Die Demoversion von Comfortably Numb ist der späteren Studioversion auf dem Album musikalisch sehr ähnlich, der Text weicht jedoch stark vom späteren Endprodukt ab, ist insgesamt noch düsterer im Ton und stärker auf den Arzt fokussiert.

## Veröffentlichung und Live-Auftritte
Nach dem Erscheinen auf The Wall wurde Comfortably Numb als Single ausgekoppelt. Daneben ist es auf diversen Kompilations-, Live- und Best-Of-Alben von Pink Floyd und dessen (ehemaligen) Mitgliedern enthalten, diese sind:
- Delicate Sound Of Thunder
- Echoes: The Best of Pink Floyd
- In Concert (Gilmour)
- In the Flesh (Waters)
- Live at Pompeii (Gilmour)
- Live in Gdańsk (Gilmour)
- Pulse
- Remember that Night (Gilmour)
- Is There Anybody Out There? The Wall Live 1980–81
- The Wall: Live in Berlin (Waters).

### Studioversion und frühe Live-Versionen
Die Studioversion auf dem Album The Wall folgt der Vorstellung Waters, das Lied eher ruhig anzulegen, daneben wird es streckenweise orchestral begleitet. In einer ähnlichen Version ist das Lied auch auf dem Livealbum Is There Anybody Out There? The Wall live 1980–81 von Pink Floyd zu finden, das Aufnahmen der The-Wall-Tour beinhaltet und Waters’ Einfluss auf die musikalische Umsetzung der Stücke zeigt.

### Roger Waters
Waters spielte das Stück während seiner Jahre als Solokünstler und nach seiner Trennung von Pink Floyd regelmäßig. Dabei orientierte er sich vornehmlich an der klassischen Studioversion des Stückes, so auch in seinem Livealbum In the Flesh. Eine Ausnahme bildete die unter Waters’ Leitung befindliche Aufführung von The Wall 1990 in Berlin. Während dieses Auftritts teilten die beiden Gitarristen Snowy White und Rick DiFonzo das zweite Solo unter sich auf und wichen bei ihrer Improvisation vergleichsweise stark von der ursprünglichen Form des Solos ab. Den Refrain sang Van Morrison.

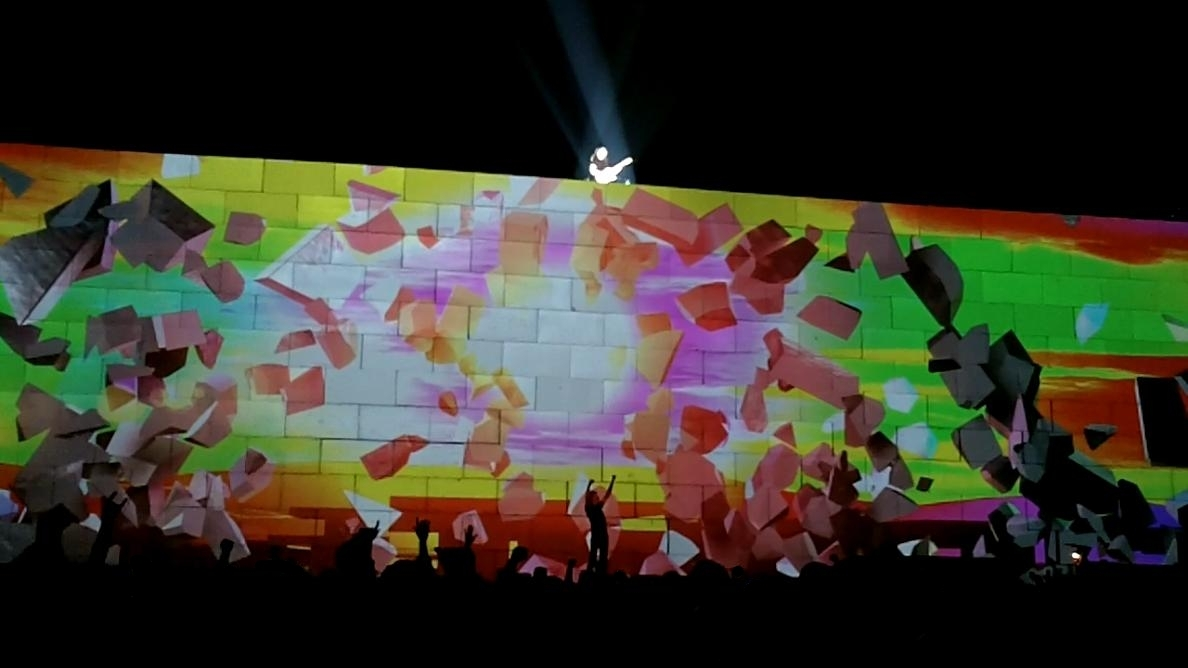
Darbietung von Comfortably Numb auf der The Wall Live-Tour.

Auf Waters’ The-Wall-Live-Tour (2010–2013) wurde ebenfalls eine eher klassische Version von Comfortably Numb gespielt. Während Waters weiterhin seine Parts sang, wurden Gilmours Anteil am Gesang sowie die Soli von zwei Mitgliedern der begleitenden Band übernommen. Während des finalen Solos wurde auf die während des Konzerts aufgebaute Mauer scheinbar interaktiv mit Waters’ Bewegungen die Zerstörung der Mauer und anschließend ein pulsierendes Farbenmeer projiziert, was jedoch später einem düsteren Abgrund weichen musste, in dem das Solo schließt und die weitere Show anknüpfen konnte.
2011 trat Gilmour in London überraschend als Gastmusiker während Comfortably Numb auf; er sang und spielte beide Soli. Mit Comfortably Numb 2022 veröffentlichte Waters im November 2022 eine düstere Solo-Version des Songs auf seinem Album The Lockdown Sessions.

### David Gilmour und Pink Floyd
Gilmours Vorstellungen von Comfortably Numb als einem noch düstereren Song finden sich auf den beiden ohne Waters entstandenen Livealben Pulse und Delicate Sound of Thunder zumindest teilweise verwirklicht. Dort ist das Stück deutlich langsamer, basslastiger und von schweren Keyboardklängen getragen. Weiter ist das zweite Gitarrensolo länger und pompöser. Die im Original von Waters gesungenen Strophen wurden nun mehrstimmig interpretiert.
Bei den Touren für die Alben A Momentary Lapse of Reason und The Division Bell, bei denen die Band ohne Waters das Stück standardmäßig spielte, wurde als visueller Effekt eine riesige, in der Mitte des Zuschauerraums platzierte Spiegelkugel eingesetzt, die sich während des Gitarrensolos öffnete und in der sich weitere starke Scheinwerfer befanden, die dann zur einzigen Beleuchtung der Halle bzw. des Stadions wurden.
Auf Gilmours Live-DVD In Concert sind zwei Versionen enthalten, die – abgesehen von seinen E-Gitarren-Soli – ausschließlich mit akustischen Instrumenten eingespielt wurden. Auf seiner Live-DVD Remember That Night sind wieder zwei Versionen enthalten, in der einen singt Richard Wright den Part des Arztes, in der zweiten David Bowie.

## Coverversionen
Unter allen Songs der Gruppe gehört dieser (nach Wish You Were Here) zu denen mit den meisten Coverversionen:
- 2001 veröffentlichte die kanadische Country-Band Luther Wright and the Wrongs eine Country-Version des Stücks auf ihrem Album Rebuild the Wall, einem Country-Cover des kompletten Albums The Wall.
- 2002 veröffentlichten die Scissor Sisters eine Dance-Version des Stücks. Die Version wich stark vom Original ab und hatte deutliche Anleihen an Discomusik im Stile der Bee Gees.
- 2005 veröffentlichte die US-amerikanische Singer-Songwriterin Dar Williams eine Version des Titels auf dem Album My Better Self. Sie singt das Lied im Duett mit Ani DiFranco.
- Die Band The Sisters of Mercy hat den Song ebenfalls gecovert.
- Auf der DVD A Moment in Time der britischen Rock-/Metalband Anathema befindet sich ebenfalls eine Livecoverversion des Liedes, die das Konzert abschließt. Begleitet wird die Band dabei von einem Streicherquartett. Den Gesang teilen sich hier die beiden Brüder Vincent und Daniel Cavanagh. Letzterer verliert beim von ihm gespielten finalen Gitarrensolo offenbar die Fassung, der Ausbruch endet in der Zerstörung seines Gitarrenamps im Bühnengraben.
- Gleichfalls findet sich auf der 2006 erschienenen CD The Singles 1996–2006 der Band Staind eine live gesungene Coverversion des Stücks.
- Auch 2006 wurde der Song von der Gruppe Gregorian auf ihrem Album Masters of Chant Chapter V gecovert.
- Der 2006 erschienene Film The Departed von Martin Scorsese beinhaltet die Version von Waters’ The-Wall-Konzert The Wall: Live in Berlin aus dem Jahr 1990. In dieser Version singt Waters mit Van Morrison, Levon Helm, Garth Hudson und Rick Danko.
- The Bad Plus veröffentlichten 2008 eine Jazz-Interpretation auf dem Album For All I Care.
- Kirlian Camera veröffentlichten 2009 eine Coverversion auf ihrem Album Odyssey Europa.
- 2024 erschien eine Version von Body Count mit David Gilmour.[3]

## Trivia
Comfortably Numb ist das letzte Musikstück, das je öffentlich von Pink Floyd in der klassischen Besetzung aus David Gilmour, Nick Mason, Roger Waters und dem inzwischen verstorbenen Richard Wright gespielt wurde. Dieser Auftritt fand Anfang Juli 2005 bei dem Live-8-Konzert in London statt, als die Band in dieser Besetzung nach 25 Jahren Trennung (Wright hatte Pink Floyd Ende 1979, Waters 1985 verlassen) ein letztes Mal zusammenspielte.

## Besetzung
- David Gilmour – Gesang, E-Gitarre
- Roger Waters – Gesang, Bass
- Nick Mason – Schlagzeug
- Richard Wright – Keyboard